# Madrepora carolina
Espèce
Statut CITES
Madrepora carolina est une espèce de coraux appartenant à la famille des Oculinidae.